# 11e division d'infanterie (France)
Pour les articles homonymes, voir 11e division et Division de fer.
La 11e division d’infanterie est une unité de l’armée de terre française qui a participé à la Première et à la Seconde Guerre mondiale, ainsi qu'à la Guerre d'Algérie. Elle est surnommée « Division de fer ».

## Les chefs de la11edivisiond’infanterie
- 18 octobre 1873 - 28 novembre 1873 : Général Berthaut
- 1874 - 1878 : Général Abbatucci
- 12 février 1878 : Général de Courcy
- 24 janvier 1879 - 31 mars 1879 : Général Saussier
- 9 avril 1879 - 16 octobre 1880 : Général Zentz d'Alnois
- 20 octobre 1880 - 4 juillet 1881 : Général de Courcy
- 11 juillet - 18 juillet 1881 : Général Hanrion
- 10 septembre 1881 - 21 février 1885 : Général Hanrion
- 3 mars 1885 - 5 janvier 1889 : Général de Boisdenemets
- 9 janvier 1889 : Général Hervé
- 9 avril 1892 - 18 août 1896 : Général Brault
- 10 décembre 1896 - 8 février 1898 : Général de Monard
- 12 février 1898 : Général de Cornulier-Lucinière
- 20 octobre 1903 : Général Brunet
- 17 janvier 1906 : Général Pistor
- 20 février 1908 - 27 avril 1911 : Général Houdaille
- 12 juin 1911 : Général Poline
- 1er novembre 1913 - 29 août 1914 : Général Balfourier
- 29 août - 27 septembre 1914 : Général Châtelain
- 27 septembre 1914 - 11 avril 1916 : Général Ferry
- 11 avril 1916 - 21 mars 1919 : Général Vuillemot
- 10 septembre 1919 - 26 janvier 1920 : Général Pénet
- 27 mars 1920 - 9 juillet 1923 : Général Vidalon
- 25 septembre 1923 - 23 février 1928 : Général Simon
- 23 juin 1925 - 26 janvier 1926 : Général Dosse
- 19 septembre 1928 -1931: Général Colin
- 14 octobre 1932 : Général Requin

- 9 avril 1935 : Général Frère
- 16 juillet 1937 : Général Aymes

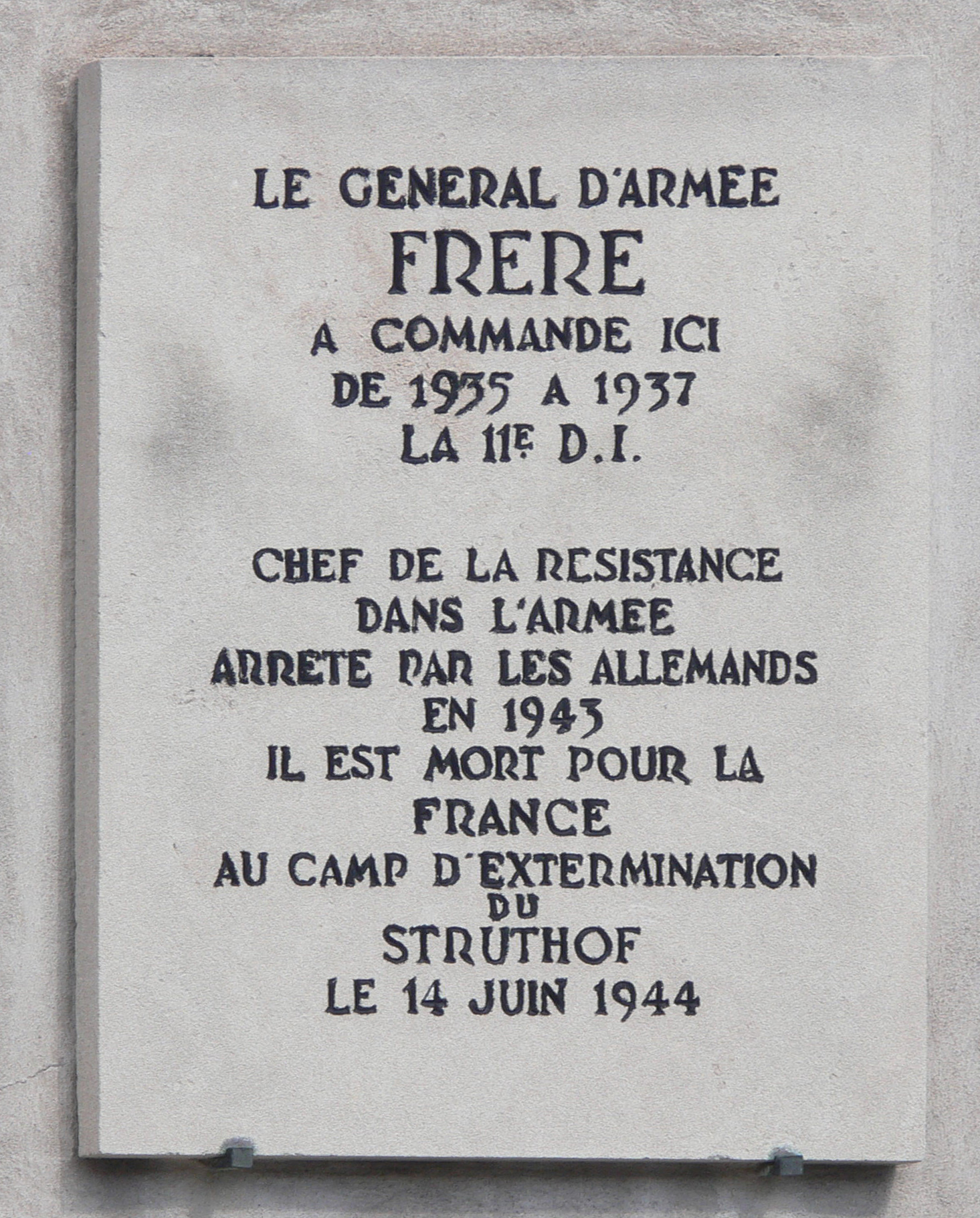
Plaque en mémoire du Général Frère (Nancy).

- 15 janvier 1940 : Paul-Hippolyte Arlabosse
- 1er juillet 1940 : Général Allemandet[réf. nécessaire]
- 16 juin 1954 - 1955 : Général Fayard
- 1955 - 1957 : Général Gambiez
- 1957 - 1958 : Général Baltmigère
- 1958 - 1959 : Général Petit
- 1959 - 1960 : Général Hubert
- 1961 : Général Besson

## De 1873 à 1914

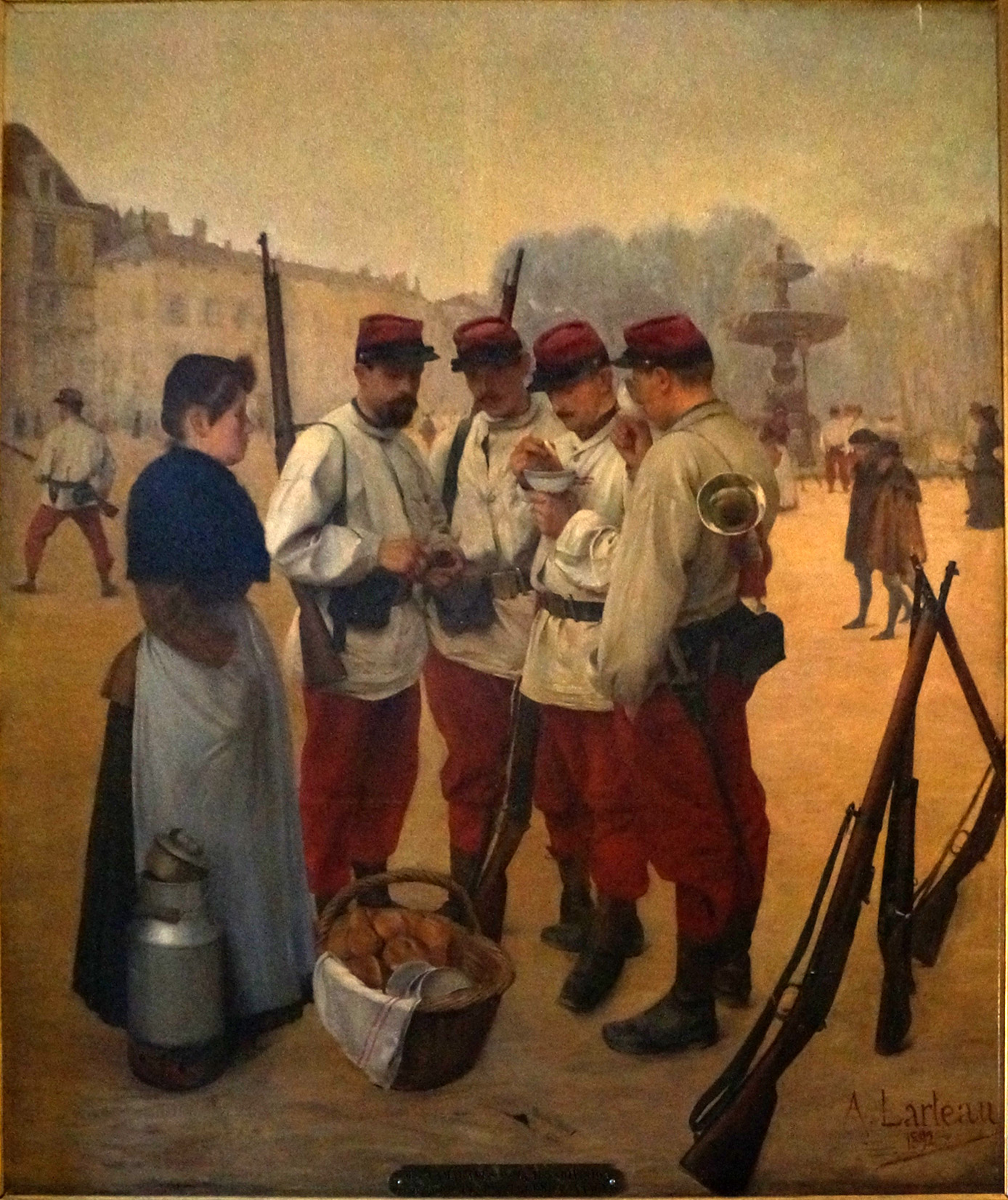
La 11e, peinture par Larleau, Palais du gouvernement de Nancy, 1892.

La division est créée par le décret du 28 septembre 1873. Située en 6e région militaire (Châlons-sur-Marne), elle a son état-major à Nancy et est constituée de deux brigades :
- 21e brigade d'infanterie :
  - 26e régiment d'infanterie de ligne
  - 69e régiment d'infanterie de ligne
  - 10e bataillon de chasseurs à pied
- 22e brigade d'infanterie :
  - 37e régiment d'infanterie de ligne
  - 79e régiment d'infanterie de ligne

En 1914, sa composition est la suivante :
- 21e brigade d'infanterie

26e Régiment d’Infanterie
69e Régiment d’Infanterie
2e bataillon de chasseurs à pied
4e bataillon de chasseurs à pied
- 22e brigade d'infanterie

37e Régiment d’Infanterie
79e Régiment d’Infanterie

## Première Guerre mondiale

### Composition
- Infanterie

26e régiment d’infanterie d’août 1914 à novembre 1918
37e régiment d’infanterie d’août 1914 à décembre 1916
69e régiment d’infanterie d’août 1914 à novembre 1918
79e régiment d’nfanterie d’août 1914 à décembre 1916
2e bataillon de chasseurs à pied d’août 1914 à avril 1915 et de décembre 1916 à novembre 1918
4e bataillon de chasseurs à pied d’août 1914 à avril 1915 et de décembre 1916 à novembre 1918
142e régiment d’infanterie territoriale d’août à novembre 1918
- Cavalerie

1 escadron du 5e régiment de hussards d'août 1914 à janvier 1917
2 escadrons du 5e régiment de hussards de janvier à juillet 1917
1 escadron du 5e régiment de hussards de juillet 1917 à novembre 1918
- Artillerie

3 groupes de 75 du 8e régiment d'artillerie d'août 1914 à novembre 1918
107e batterie de 58 du 8e régiment d'artillerie de juillet 1916 à janvier 1918
154e batterie de 75 (en)-150 (en) du 8e régiment d'artillerie d'avril-mai 1916 à janvier 1918
101e batterie de 58 du 8e régiment d'artillerie de janvier à novembre 1918
11e groupe de 155c du 120e régiment d'artillerie de janvier à juillet 1918
5e groupe de 155c du 120e régiment d'artillerie de juillet à novembre 1918
- Génie

compagnie 20/1 du 10e régiment du génie

### Historique

#### 1914
- Mobilisée dans la 20e région

- 2 – 14 août : en couverture sur le Grand Couronné de Nancy, puis la Seille, dans la région d’Armaucourt.
- 14 – 20 août : mouvement offensif en direction de Morhange.
- 20 – 24 août : engagée dans la bataille de Morhange (20 août) puis repli sur le Grand Couronné de Nancy.
- 24 août – 13 septembre : engagée dans la bataille du Grand-Couronné : combats vers Einville-au-Jard, puis au Léomont et à Vitrimont.
- 13 – 25 septembre : retrait du front et transport par V.F. vers Minorville : repos. À partir du 19, transport par V.F., de la région de Toul, dans celle de Conty, puis mouvement, par la région de Villers-Bretonneux, en direction de Bray-sur-Somme.
- 25 septembre – 20 octobre : engagée dans la 1re bataille de Picardie au sud de la Somme, vers Dompierre, puis, au nord de la Somme vers Carnoy, Mametz et Fricourt. À partir du 6 octobre, occupation d’un secteur dans la région la Somme, Authuille[3] :

8 octobre : prise de Bécourt.
18 octobre : combats vers Bécourt et la Boisselle.
- 20 octobre – 2 novembre : occupation d’un nouveau secteur au nord de l’Ancre, vers Gommecourt et Berles-au-Bois : du 28 au 30 octobre, attaques françaises sur Monchy-au-Bois.
- 2 – 9 novembre : retrait du front et mouvement par étapes vers Saint-Pol. À partir du 6 novembre, transport par V.F. et par camions de Saint-Pol à Bailleul, puis, mouvement vers Vlamertinge.
- 9 novembre 1914 – 30 janvier 1915 : engagée dans la bataille d’Ypres, à Saint-Éloi, puis vers Pilkem et le nord de Bikschote. À partir du 16 novembre, occupation d’un secteur vers Langemark et Kortekeer Cabaret.

4 décembre : prise de Weidendreft.
6 décembre : front étendu à droite jusqu’à Poelkapelle.
8 décembre : front étendu à gauche jusqu’à Steenstrate.
17 - 22 décembre : attaques sur Kortekeer Cabaret et le bois triangulaire.
30 décembre 1914 - 24 janvier 1915 : front étendu, à gauche, jusqu’à la maison du Passeur, et réduit, à droite, jusque vers Langemarck.

#### 1915
- 30 janvier – 15 février : retrait du front et repos vers Proven.
- 15 février – 16 avril : mouvement vers le front et occupation d’un secteur vers Poëlcappelle et la voie ferrée d’Ypres à Roulers[5].
- 16 – 20 avril : retrait du front (relevé par L’A.W.), et transport par V.F. de la région Bergues, Cassel, au nord-est de Saint-Pol.
- 20 avril – 9 mai : transport par camions vers le front, et, à partir du 24, occupation d’un secteur vers l'Écurie[Laquelle ?] et Neuville-Saint-Vaast (élément en secteur dès le 20).
- 9 – 28 mai : engagées dans la 2e bataille de l’Artois[6] : combats à Neuville-Saint-Vaast et au Labyrinthe.
- 28 mai – 5 juin : retrait du front et repos au nord d’Avesnes-le-Comte.
- 5 juin – 7 juillet : occupation d’un secteur à Neuville-Saint-Vaast.

16 juin : attaques françaises.
- 7 – 14 juillet : retrait du front et repos vers Remaisnil.
- 14 juillet – 29 août : mouvement vers la région d’Ailly-le-Haut-Clocher et transport par V.F., de Longpré-les-Corps-Saints et de Pont-Rémy au sud de Nancy ; repos, instruction et travaux.
- 29 – 31 août : transport par V.F. à l’ouest de Revigny.
- 31 août – 25 septembre : mouvement vers le front ; occupation et travaux d’organisation d’un secteur vers la Butte du Mesnil et à l’est.
- 25 septembre – 22 décembre : engagée vers la ferme Beauséjour et la cote 196, dans la 2e bataille de Champagne, puis occupation d’un secteur vers la Butte du Mesnil.

#### 1916
- 22 décembre 1915 – 10 février 1916 : retrait du front et mouvement vers le sud-est de Vitry-le-François. À partir du 26 décembre, transport par V.F. dans la région Vézelise ; repos et instruction. À partir du 26 janvier 1916, repos et instruction au camp de Saffais.
- 10 février – 12 mars : mouvement vers le front et occupation d’un secteur entre Armaucourt et Bezange-la-Grande, réduit à gauche, le 6 mars, jusque vers Brin.
- 12 – 20 mars : retrait du front ; transport par V.F. au nord de Saint-Dizier, repos.
- 20 mars – 12 avril : mouvement par Lisle-en-Barrois et Autrécourt-sur-Aire, vers la région sud de Verdun. Engagée, à partir du 27 mars, dans la bataille de Verdun, vers Béthincourt et la corne sud-est du bois d’Avocourt[7].

30 mars : combat d’Haucourt-la-Rigole.
31 mars : perte de Malancourt.
5, 6 et 7 avril : violentes attaques allemandes à Haucourt, à Béthincourt, aux ouvrages de Palavas et de Vassincourt ; repli et organisation du front la Hayette, corne sud-est d’Avocourt.
- 12 avril – 30 mai : retrait du front et repos au sud de Revigny. À partir du 21 avril, transport V.F. dans la région de Conty et d’Ailly-sur-Noye ; repos. À partir du 9 mai, repos vers Quevauvillers.
- 30 mai – 13 juillet : mouvement vers le front, et, à partir du 4 juin, occupation d’un secteur entre la Somme et le bois de Maricourt. À partir du 1er juillet, engagée dans la bataille de la Somme :

1er juillet : attaques françaises sur Curlu. Pertes 250 soldats la même journée.
4 juillet : attaques françaises sur Hem.
- 13 – 24 juillet : retrait du front et repos dans la région de Vaire-sous-Corbie.
- 24 juillet – 10 août : mouvement vers le front ; engagée à nouveau dans la bataille de la Somme, vers Maurepas et le nord de Curlu.

30 juillet, 7 août : attaques françaises sur Maurepas.
- 10 août – 24 novembre : retrait du front, et, à partir du 14 août, transport par V.F. dans la région du Tréport ; repos et instruction. À partir du 8 octobre, mouvement par étapes vers l’est et repos à l’est d’Amiens.
- 24 novembre – 10 décembre : mouvement vers le front et occupation d’un secteur entre le sud de Sailly-Saillisel et le nord-est de Rancourt.
- 10 décembre 1916 – 18 janvier 1917 : retrait du front (relève par l’armée britannique) et transport par V.F. dans la région de Blainville-sur-l’Eau ; repos[8]. À partir du 14 décembre, mouvement vers le front, et, à partir du 17, occupation d’un secteur vers Brin et l’est de Nomeny.

#### 1917
- 18 janvier – 23 mars : retrait du front ; repos et instruction vers Saffais puis travaux près de Lunéville.

12 mars : mouvement vers Bayon ; repos et instruction.
- 23 mars – 18 avril : transport par V.F. dans la région de Château-Thierry, puis, le 7 avril, dans celle de Neuilly-Saint-Front ; préparatifs d’offensives.
- 18 avril – 17 mai : engagée dans la bataille du Chemin des Dames. Prise de Braye-en-Laonnois ; combats vers les fermes Malval et Froidmont. Puis organisation des positions conquises vers le canal de l’Aisne et la ferme Malval

5 - 6 mai : attaque et progression sur les pentes nord du plateau du Chemin des Dames.
- 17 mai – 21 juin : retrait du front ; repos vers Oulchy-le-Château, puis vers Villers-Cotterêts. À partir du 13 juin, transport par V.F. dans la région de Toul, repos.
- 21 juin – 4 octobre : mouvement vers le front, et, à partir du 23 juin, occupation d’un secteur vers Limey et l’étang de Vargévaux.
- 4 octobre 1917 – 25 janvier 1918 : retrait du front ; repos et instruction vers Nancy. À partir du 24 octobre, mouvement vers le camp de Saffais ; repos et instruction, puis travaux. À partir du 8 décembre, repos vers Nancy. À partir du 24 décembre, transport par V.F. dans la région de Revigny. Repos et travaux dans celle de Bar-le-Duc.

#### 1918
- 25 janvier – 19 mars : occupation d’un secteur vers Beaumont et le bois le Chaume.
- 19 – 30 mars : retrait du front ; repos vers Vanault-les-Dames, et, le 27 mars, vers Mairy-sur-Marne.
- 30 mars – 2 juin : transport par camions vers Pont-Sainte-Maxence, puis, mouvements successifs vers les régions de Beauvais, de Marseille-en-Beauvaisis, d’Aumale et d’Hornoy ; repos, instruction et travaux.

18 - 30 mai : mouvement vers Doullens (zone britannique) ; tenue prête à intervenir. À partir du 30 mai, mouvement vers Conty.
- 2 – 9 juin : transport par V.F. dans la région de Pont-Sainte-Maxence, puis dans celle d’Estrées-Saint-Denis ; repos et instruction.
- 9 – 12 juin : mouvement vers le front ; engagée dans la bataille du Matz : résistance sur le front bois de Ressons, Méry-la-Bataille, Courcelles-Epayelles.
- 12 – 20 juin : retrait du front ; repos vers Compiègne.
- 20 juin – 18 juillet : mouvement vers le front et occupation d’un secteur, face à l’est, vers Ambleny et Fosse-en-Haut

28 juin : attaque vers Fosse-en-bas.
- 18 juillet – 11 août : engagée dans la 2e bataille de la Marne, (bataille du Soissonnais) : conquête du plateau de Pernant et combats aux abords de Soissons.

2 août : prise de Soissons. À partir du 6 août, organisation des positions conquises, vers Soissons et Pommiers.
- 11 – 17 août : retrait du front : en deuxième ligne vers Cutry.
- 17 – 23 août : mouvement vers le front, puis occupation d’un secteur de combat, vers le Port et Hautebraye.

18 - 22 août : prise de Bieuxy et Bagneux (2e bataille de Noyon).
- 23 août – 1er septembre : retrait du front et repos vers Berny-Rivière.
- 1er – 12 septembre : mouvement vers le front. Engagée dans la poussée vers la position Hindenburg. Passage de l’Ailette et attaque de la basse forêt de Coucy, puis organisation d’un secteur au sud de Barisis-aux-Bois.
- 12 septembre – 8 octobre : retrait du front ; mouvement vers Attichy, puis repos vers Crécy-en-Brie.
- 8 octobre – 10 novembre : transport par V.F. dans les Flandres ; mouvement vers Quaëdypre, Crombeke et Roulers, puis vers le front. Engagée dans la 2e bataille de Belgique. Prise de Nazareth, puis franchissement du canal latéral à l’Escaut; combat de Soevergem, à la fin d’octobre, passage de l’Escaut.
- 10 – 11 novembre : retrait du front ; repos dans la région de Thielt.

### Rattachements
- Affectation organique : au 20e corps d'armée d'août 1914 à novembre 1918.
- 2e armée

2 août - 3 novembre 1914
20 septembre - 26 décembre 1915
12 mars - 21 avril 1916
24 décembre 1917 - 27 mars 1918
- 3e armée

30 mars - 3 avril 1918
3 - 10 juin 1918
12 - 14 juin 1918
- 4e armée

27 - 30 mars 1918
- 5e armée

9 avril - 4 mai 1918
- 6e armée

21 avril - 14 décembre 1916
23 mars - 12 juin 1917
3 - 9 avril 1918
28 octobre - 11 novembre 1918
- 8e armée

16 novembre 1914 - 5 avril 1915
2 janvier - 23 mars 1917
13 juin - 24 décembre 1917
- 10e armée

3 - 6 novembre 1914
16 avril - 14 juillet 1915
4 mai - 5 juin 1918
14 juin - 8 octobre 1918
- Détachement d'armée de Belgique

6 - 16 novembre 1914
5 - 16 avril 1915
- Détachement d'armée de Lorraine

14 juillet - 27 août 1915
26 décembre 1915 - 12 mars 1916
14 décembre 1916 - 2 janvier 1917
- Groupe d'armées de l'Est

8 - 28 octobre 1918
- Groupement Mangin

10 - 12 juin 1918
- Groupement Pétain

27 août - 20 septembre 1915

## Seconde Guerre mondiale

### Composition
Le 10 mai 1940, la 11e division d’infanterie se compose de :
- 26e régiment d’infanterie
- 170e régiment d’infanterie
- 1re demi-brigade de chasseurs à pied
- 8e régiment d’artillerie divisionnaire
- 208e régiment d’artillerie lourde divisionnaire
- 16e groupe de reconnaissance de division d'infanterie
- 11/1re Compagnie de Sapeurs mineurs et 11/2e Compagnie de sapeurs mineurs

Unités rattachées :
- 304e régiment d’artillerie de position
- 2e bataillon du 85e régiment d’infanterie
- 69e régiment d’infanterie de forteresse
- 82e régiment d’infanterie de forteresse
- 11/81e Compagnie télégraphique 11/82e Compagnie radio 11/20e Compagnie hippomobile
- 111/20e Compagnie auto
- 11/23e Groupe d’exploitation divisionnaire
- 11e Groupe sanitaire divisionnaire
- Parc d'artillerie no 11

### Historique
Le 10 mai 1940 la 11e DI, sous les ordres du général Paul-Hippolyte Arlabosse, est rattachée au 9e corps d’armée qui est intégré à la 4e armée.
Repliée jusque dans la Vienne à l'issue de la bataille de France, elle est dissoute en juillet 1940.

## L’après Seconde Guerre mondiale

### Composition
- Arme blindée cavalerie : 18e régiment de dragons
- Infanterie[9]
  - 23e régiment d’infanterie de juin 1954 à janvier 1958
  - 60e régiment d’infanterie de juin 1954 à octobre 1959
  - 1re demi-brigade de chasseurs alpins de juin 1954 à avril 1957
    - Compagnie de commandement et de soutiens
    - 12e bataillon de chasseurs alpins
    - 14e bataillon de chasseurs alpins
    - 25e bataillon de chasseurs alpins

  - 3e régiment étranger d'infanterie de septembre 1959 à avril 1961
  - 5e régiment étranger d'infanterie de septembre 1959 à avril 1961
  - 13e demi-brigade de Légion étrangère de septembre 1959 à avril 1961
  - 23e régiment d'infanterie de marine en 1959
  - 29e régiment de tirailleurs de novembre 1959 à 1960
- Artillerie :
  - 28e régiment d’artillerie (quatre groupes en 1954 puis deux après 1955) de juin 1954 à novembre 1960
  - Ier groupe du 64e régiment d'artillerie de 1958 à avril 1961
  - IIIe groupe du 67e régiment d'artillerie de 1958 à 1960
- Génie :
  - 63e bataillon de génie de juin 1954 à mai 1956 (changement de numérotation en 61e bataillon)
  - 61e bataillon du génie de mai 1956 à décembre 1959 (forme la 61e compagnie)
  - 61e compagnie du génie de décembre 1959 à avril 1961
- Train 502e groupe de transport de juin 1954 à janvier 1958
- Matériel 61e compagnie de réparation de division d’infanterie
- etc.

Jusqu'en 1957, elle est articulée en trois groupes mobiles comptant chacun un RI ou DBCA avec un groupe d'artillerie, un détachement de transmissions et une antenne chirurgicale mobile : GM 111, GM 211, GM 311.

### Historique
La division de fer est reformée le 16 juin 1954, sous les ordres du général de brigade Fayard, son PC est à Besançon. Prévue pour partir en Indochine, elle rejoint la Tunisie dès le début du mois d'août 1954.
La 11e DI opère dans le nord de Tunisie et, à partir de la Toussaint rouge, mène également des opérations à la frontière algérienne. Après 1955, le secteur de la 11e DI est élargi à la Tunisie tout entière.
Elle rejoint l'Algérie en mars 1957 et opère dans le Constantinois. En 1958, elle participe à la bataille de Souk Ahras.
Dans le cadre du plan Challe, elle est opère de mai à novembre dans l'Oranais, comme unité de réserve générale du corps d'armée d'Oran.
Le 17 novembre 1960, la division est réduite et forme le groupement tactique no 11, formé de trois régiments de Légion et dont le quartier-général s'implante à Alger.
Elle est dissoute le 30 avril 1961.

## Insignes

### Insigne de 1954
L'insigne de la division, homologué en 1954, présente un poignard lame haute, avec sur la garde l'inscription « division de fer ». Le pommeau du poignard porte les chiffres 11.
Une version en tissu est distribuée à partir du 29 janvier 1957 et portée sur la manche droite de l'uniforme.

## Hommages
- Place de la division de fer à Nancy[11].